# José Manuel Calderón Portillo
José Manuel Calderón Portillo (Castelldefels, 7 de enero del 2000) es un futbolista que juega como lateral izquierdo. Actualmente, se encuentra sin equipo.

## Carrera deportiva
Nacido en Castelldefels, Cataluña,  Calderón se unió al juvenil del Real Betis en 2017 tras pasar por el fútbol base del Calavera CF y la Escuela Base Marchena. Debuta con el equipo B el 16 de diciembre de 2018 en una derrota por 0-2 frente al Puente Genil FC de la ya extinta Tercera División.
El 3 de julio de 2019 renueva su contrato hasta 2023 y anota sus primeros tantos el 15 de septiembre de ese año, anotando un doblete en la victoria del B por 3-1 frente al Xerez CD.
Calderón debuta con el primer equipo en LaLiga el 14 de agosto de 2021, sustituyendo a Álex Moreno en el empate por 1-1 frente al RCD Mallorca. Sin embargo, el 4 de octubre se le rescindió su contrato con el club por motivos disciplinarios.
Poco más de un mes después de su despido, el 23 de noviembre, se oficializa su llegada al San Fernando CD de la Primera División RFEF, el cual rescindiría su contrato el 31 de mayo por los mismos motivos que el Real Betis
En la temporada 2022-23, firma por el Córdoba C. F. de la Primera Federación de España.

## Clubes
| Club                | País   | Año       |
| ------------------- | ------ | --------- |
| Betis Deportivo     | España | 2018-2021 |
| Real Betis Balompié | España | 2021      |
| San Fernando CD     | España | 2021-2022 |
| Córdoba C. F.       | España | 2022-     |